# Trisulcosporium acerinum
Trisulcosporium acerinum är en svampart som beskrevs av H.J. Huds. & B. Sutton 1964. Trisulcosporium acerinum ingår i släktet Trisulcosporium, divisionen sporsäcksvampar och riket svampar.   Inga underarter finns listade i Catalogue of Life.